# 465 (số)
465 (bốn trăm sáu mươi lăm) là một số tự nhiên ngay sau 464 và ngay trước 466.